# 19656 Сімпкінс
19656 Сімпкінс (19656 Simpkins) — астероїд головного поясу, відкритий 9 вересня 1999 року.
Тіссеранів параметр щодо Юпітера — 3,530.